# Université de Pérouse
L’université de Pérouse (en italien Università degli studi di Perugia) est une université italienne, situé à Pérouse, en Ombrie, fondée en 1308.

## Histoire
L’université de Pérouse a été l'une des premières universités libres fondées en Italie, érigée en Studium Generale le 8 septembre 1308, comme l'atteste la bulle papale Super Specula de Clément V.

## Personnalités liées à l'université

### Professeurs
- Bartolle de Sassoferrato (en latin, Bartolus de Saxoferrato) (1313-1356), jurisconsulte italien du XIVe siècle, professeur de droit, spécialiste du droit romain
- Bartolomeo da Varignana (XIIIe – XIVe siècles), médecin italien du Moyen Âge
- Margherita Bergamini (née au XXe siècle), archéologue, spécialiste de la numismatique et des Étrusques
- Filippo Coarelli (né en 1936), archéologue italien, professeur spécialiste de l'Antiquité gréco-romaine
- Cornelio Fabro (1911-1995), professeur de philosophie
- Pietro Grocco (1856-1916), professeur de médecine clinique
- Giovanni da Capestrano (1386-1456), franciscain italien, juriste, professeur de droit, canonisé en 1630
- Grégoire de Rimini (v. 1300-1358), philosophe italien du XIVe siècle, considéré comme l'un des derniers grands philosophes scolastiques du Moyen Âge
- Paolo Mancini (né en 1948), sociologue italien, professeur titulaire de sociologie de la communication
- Angelo Oliviero Olivetti (1874-1931), avocat, journaliste et homme politique italien, militant du syndicalisme révolutionnaire
- Mario Torelli (né en 1937), archéologue et historien de l'art, spécialiste de la culture étrusque

### Étudiants
- Martin V (Oddone Colonna) (1368–1431), 204e pape de l'Église catholique de 1417 à 1431
- Giovanni da Capestrano (1386-1456), franciscain italien, qui prêcha dans l’Europe entière, canonisé en 1690
- Ippolito Salviani (1514-1572), médecin, zoologiste et botaniste italien du XVIe siècle
- Paul V (Camillo Borghese) (1550-1621), 233e pape de l'Église catholique de 1605 à 1621
- Enrico Caetani (1550-1599), cardinal, patriarche latin d'Alexandrie
- Alberico Gentili (1552-1608), juriste, podestat d'Ascoli Piceno, Regius Professor of Civil Law à l'université d'Oxford
- Ruggero Oddi (1864 - 1913), médecin célèbre pour sa découverte du sphincter d'Oddi
- Michaëlle Jean (née en 1957), ex-gouverneure générale du Canada et actuelle secrétaire générale de l'Organisation internationale de la Francophonie.
- Marios Karoyian  (né en 1961), homme politique chypriote, président du Parlement de Chypre
- Monica Bellucci (née en 1964), actrice